# Vintage (Michael Bolton)
Vintage è un album discografico in studio di cover del cantante statunitense Michael Bolton, pubblicato nel 2003.

## Tracce
1. The Very Thought of You (Ray Noble cover)
2. All the Way (Frank Sinatra cover)
3. A Kiss to Build a Dream On (Louis Armstrong cover)
4. If I Could (Ray Charles cover)
5. At Last (Glenn Miller » Etta James cover)
6. When I Fall in Love (Doris Day cover)
7. You Don't Know Me (Eddy Arnold » Jerry Vale cover)
8. Smile (Nat King Cole cover)
9. Daddy's Little Girl (The Mills Brothers cover)
10. Summertime (George Gershwin cover)
11. What Are You Doing for the Rest of Your Life? (Michel Legrand cover)
12. God Bless This Child (Special Edition version)

## Classifiche

### Album
| Classifica (2003)     | Posizione massima |
| --------------------- | ----------------- |
| Billboard 200         | 76                |
| Independent Albums    | 5                 |
| Official Albums Chart | 23                |

### Singoli
| Anno | Singolo               | Classifica                    | Posizione massima |
| ---- | --------------------- | ----------------------------- | ----------------- |
| 2003 | "When I Fall in Love" | Hot Adult Contemporary Tracks | 21                |